# حسين نسيب
ولد حسين نسيب يوم 2 اكتوبر 1956 ببوغني - ولاية تيزي وزو، متحصل على شهادة مهندس دولة في الأشغال العمومية، ومتحصل أيضا على شهادة من مدرسة الجسور والطرقات [الفرنسية] بباريس، وهو متزوج وله ثلاثة أبناء.

## المسار المهني والمهام السياسية
- 1986: مهندس دولة مكلف بمهمة بولاية الجزائر،
- 1986 - 1987: مدير عام مؤسسة الهندسة الحضرية لمدينة الجزائر،
- 1987 - 1990: رئيس مصلحة وسائل الإنجاز بمديرية الصناعة والتجهيز،
- 1991 - 1994: مدير العمران والبناء بولاية بشار،
- 1994 - 1996: نائب مدير الحظائر بوزارة التجهيز،
- 1996 - 2003: مدير الإستغلال وصيانة الطرقات بوزارة التجهيز،
- 2003 - 2012: مدير الطرقات بوزارة الأشغال العمومية،
- 2012: أمين عام بوزارة الأشغال العمومية،
- 2012 - 2015: وزير الموارد المائية،
- 2017 - 2019 : وزير الموارد المائية.